# 준층
범주론에서, 범주에 대한 준층 {\displaystyle C}는 함자 {\displaystyle F\colon C^{\mathrm {op} }\to \mathbf {Set} }이다. {\displaystyle C}가 위상 공간에서 열린 집합들의 부분 순서 집합이고 범주로 해석되면, 위상 공간에서 일반적인 준층 개념을 의미한다.
준층들의 사상은 함자의 자연 변환으로 정의된다. 이렇게 하면 {\displaystyle C} 위에서 범주로 가는 모든 준층들의 모임이 만들어지며, 이는 함자 범주의 예이다. 기호로 {\displaystyle {\widehat {C}}=\mathbf {Set} ^{C^{\mathrm {op} }}}로 나타낸다.
C의 일부 대상 A에 대해 반변형 hom-함자 Hom(–, A )과 자연 동형 인 준층을 표현 가능한 준층이라고 한다.
일부 저자는 함자 {\displaystyle F\colon C^{\mathrm {op} }\to \mathbf {V} }를 {\displaystyle \mathbf {V} } - 값 준층으로 정의한다.

## 예
- 단체 집합은 단체 범주 {\displaystyle C=\Delta }의 집합 값 준층이다.

## 성질
- {\displaystyle C}가 작은 범주일 때, 함자 범주 {\displaystyle {\widehat {C}}=\mathbf {Set} ^{C^{\mathrm {op} }}}는 데카르드 닫힌 범주이다.
- {\displaystyle P}의 부분 대상의 부분 순서 집합은 {\displaystyle P}가 작은 {\displaystyle C}에 대해 {\displaystyle {\widehat {C}}=\mathbf {Set} ^{C^{\mathrm {op} }}}의 대상일 때 헤이팅 대수를 형성한다.
- {\displaystyle {\widehat {C}}}의 모든 사상 {\displaystyle f:X\to Y}에 대해, 부분 대상의 당김 함수 {\displaystyle f^{*}:\mathrm {Sub} _{\widehat {C}}(Y)\to \mathrm {Sub} _{\widehat {C}}(X)}는 {\displaystyle \forall _{f}}로 나타내는 오른쪽 수반 함자와 왼쪽 수반 함자 {\displaystyle \exists _{f}}를 가진다. 이들은 보편적이고 실존적인 양화사이다.
- 국소적으로 작은 범주 {\displaystyle C}는 {\displaystyle C}의 모든 대상 {\displaystyle A}를 hom 함자 {\displaystyle C(-,A)}와 연결짓는 요네다 매장을 통해 집합 값 준층 {\displaystyle {\widehat {C}}} 범주에 충만하고 충실하게 매장된다.
- 범주 {\displaystyle {\widehat {C}}}는 작은 극한과 작은 여극한을 인정한다.[2] 자세한 내용은 준층의 극한 및 여극한 참조.
- 조밀성 정리는 모든 준층이 표현 가능한 준층의 여극한임을 나타낸다. 사실, {\displaystyle {\widehat {C}}}는 {\displaystyle C}의 여극한 완비이다.  (아래의 보편 성질 참조.)

## 보편 성질
{\displaystyle C\mapsto {\widehat {C}}=\mathbf {Fct} (C^{\text{op}},\mathbf {Set} )} 구성은 다음 보편 성질 때문에 C의 여극한 완비라고 한다.
 명제
{\displaystyle C,D}가 범주들이고 {\displaystyle D}가 작은 여극한들을 허용한다고 하자. 그러면, 각 함자 {\displaystyle \eta :C\to D}는
{\displaystyle C{\overset {y}{\longrightarrow }}{\widehat {C}}{\overset {\widetilde {\eta }}{\longrightarrow }}D}
로 함자화 된다. 여기서 {\displaystyle y}는 요네다 매장이고 {\displaystyle {\widetilde {\eta }}:{\widehat {C}}\to D}은, 동형 사상에 대해 유일한, {\displaystyle \eta }의 요네다 확장으로 불리는 여극한 보존 함자이다.
증명 : 조밀성 정리에 의해 준층 {\displaystyle F}가 주어지면  {\displaystyle F=\varinjlim yU_{i}}이다. 여기서 {\displaystyle U_{i}}는 C의 대상이다. 그러면 {\displaystyle {\widetilde {\eta }}F=\varinjlim \eta U_{i}}이라 하자. 이는 가정에 의해 존재한다. {\displaystyle \varinjlim -}는 함자성을 가지므로 함자 {\displaystyle {\widetilde {\eta }}:{\widehat {C}}\to D}를 결정한다. 간결하게, {\displaystyle {\widetilde {\eta }}}은 {\displaystyle y}를 따른 {\displaystyle \eta }의 왼쪽 칸 확대이다.  {\displaystyle {\widetilde {\eta }}}가 작은 여극한들과 가환임을 보이기 위해, {\displaystyle {\widetilde {\eta }}} 일부 함자에 대해 왼쪽 인접임을 보이자. {\displaystyle {\mathcal {H}}om(\eta ,-):D\to {\widehat {C}}}를 {\displaystyle D}의 각 대상 {\displaystyle M}과 {\displaystyle C}의 각 대상 {\displaystyle U}에 대해
{\displaystyle {\mathcal {H}}om(\eta ,M)(U)=\operatorname {Hom} _{D}(\eta U,M).}
로 주어진 함자로 정의하자. 그러면, {\displaystyle D}의 각 대상 {\displaystyle M}에 대해 {\displaystyle {\mathcal {H}}om(\eta ,M)(U_{i})=\operatorname {Hom} (yU_{i},{\mathcal {H}}om(\eta ,M))}  이므로, 요네다 보조정리에 의해 다음을 얻는다:
{\displaystyle {\begin{aligned}\operatorname {Hom} _{D}({\widetilde {\eta }}F,M)&=\operatorname {Hom} _{D}(\varinjlim \eta U_{i},M)=\varprojlim \operatorname {Hom} _{D}(\eta U_{i},M)=\varprojlim {\mathcal {H}}om(\eta ,M)(U_{i})\\&=\operatorname {Hom} _{\widehat {C}}(F,{\mathcal {H}}om(\eta ,M))\end{aligned}}}
말하자면 {\displaystyle {\widetilde {\eta }}}는 {\displaystyle {\mathcal {H}}om(\eta ,-)}에 왼쪽 인접이다. {\displaystyle \square }
이 명제는 몇 가지 따름 정리들을 산출한다. 예를 들어, 이 명제는 {\displaystyle C\mapsto {\widehat {C}}} 구성은 함자적이다: 즉, 각 함자 {\displaystyle C\to D}는 함자 {\displaystyle {\widehat {C}}\to {\widehat {D}}}를 결정한다.

## 변형들
{\displaystyle \infty }-범주 {\displaystyle C}위의 공간들의 준층은 {\displaystyle C}에서 공간 {\displaystyle \infty }-범주로 가는 반공변 함자이다(예: CW-복합체 범주의 신경) 이는 "집합"이 "공간"으로 대체된 집합 준층의 범주 버전이다. 이 개념은 무엇보다도 다음과 같이 말하는 요네다 보조정리의 ∞ 범주 공식화에 사용된다. :{\displaystyle C\to PShv(C)}는 완전히 충실하다.(여기서 {\displaystyle C}는 단체 집합일 수 있다.)

## 같이 보기
- 토포스
- 원소들의 범주
- 단체 준층 (이 개념은 "집합"을 "단체 집합"으로 대체하여 얻음)
- 전송이 포함된 준층

## 참고 문헌
- Kashiwara, Masaki; Schapira, Pierre (2005). 《Categories and sheaves》. Grundlehren der mathematischen Wissenschaften 332. Springer. ISBN 978-3-540-27950-1.
- Lurie, J. 《Higher Topos Theory》.
- Mac Lane, Saunders; Moerdijk, Ieke (1992). 《Sheaves in Geometry and Logic》. Springer. ISBN 0-387-97710-4.

## 추가 자료
- “Presheaf”. 《nLab》 (영어).
- “Free cocompletion”. 《nLab》 (영어).
- Daniel Dugger, Sheaves and Homotopy Theory, the pdf file provided by nlab.